# فتحية علي
فتحية علي (بالإنجليزية: Fattheia Aly) ممثلة مصرية ظهرت في بداية الأربعينيات بدور في فيلم «عريس من استانبول» للمخرج يوسف وهبي، وعملت أيضاً بالمسرح وفي التليفزيون. كانت دائماً تؤدى أدوارا ثانوية تمثل المرأة الشعبية والريفية غالبا دور الأم أو الحماة.
بدأت نشاطها الفني عام 1941 حتى عام 1993 وعلى مدار 52 سنة قدمت 85 عملاً كان آخرها مسلسل «لعبة الفنجري» للمخرجة علوية زكي.

## أهم أعمالها
فيلم «أولاد الشوارع» للمخرج يوسف وهبي، عام 1951
فيلم «الضوء الخافت» للمخرج فطين عبد الوهاب، عام 1961
فيلم «الخطايا» للمخرج حسن الإمام، عام 1962
فيلم «بين القصرين» للمخرج حسن الإمام، عام 1962
فيلم «ثرثرة فوق النيل» للمخرج حسين كمال، عام 1971

## وصلات خارجية
- فتحية علي على موقع IMDb (الإنجليزية)
- فتحية علي على موقع الدهليز
- فتحية علي على موقع قاعدة بيانات الأفلام العربية
- فتحية علي على موقع الدهليز
- فتحية علي على موقع كاروهات